# Léon-Honoré Labande
Pour les articles homonymes, voir Labande.
Léon-Honoré Labande, né le 17 septembre 1867 à Orrouy (Oise) et décédé le 21 septembre 1939 à Villeneuve-lès-Avignon (Gard), est un historien et bibliothécaire français.

## Biographie
Léon-Honoré Labande naît à Orrouy le 17 septembre 1867 d’une famille modeste, d'un père instituteur. Après des études au séminaire de Beauvais, il intègre l'École des chartes dont il sort major en 1890. Il y rencontre notamment Ferdinand Lot avec qui il se lie. Attiré initialement par la philologie, dont il est détourné par Paul Meyer, il consacre sa thèse à l’histoire de Beauvais et de ses institutions municipales, thèse qui reçoit le prix La Fons-Mélicocq.
Ses premiers travaux sont effectués dans sa région (cartulaire de Saint-Quentin de Beauvais, classement des archives municipales de Verdun…), mais dès la fin de 1890, il est nommé conservateur de la bibliothèque d’Avignon et du musée Calvet, postes qu’il occupe pendant quinze ans. Ses travaux très éclectiques sont surtout remarquables par les études des monuments préromans et romans de Provence.
En 1906, sur la recommandation de Paul Meyer, il est choisi, parmi de nombreux postulants, comme conservateur des archives et de la bibliothèque du palais de Monaco. Les archives monégasques lui offrent la possibilité d’accéder à celles d’une famille régnante. Il se consacre également à l’histoire de la Provence sur laquelle il publie plusieurs volumes. Toutefois c’est surtout l’art qui continue de l’intéresser ; il publie  notamment sur Avignon à l’époque des papes, et à la fin de sa vie se prend de passion pour les primitifs provençaux.
Correspondant de l’Académie des inscriptions et belles-lettres en 1910, il est également honoré par de nombreuses sociétés savantes (Société française d'archéologie, Commission des Monuments historiques, …) et par l'Académie de Vaucluse. 
Après une courte maladie, il meurt à Villeneuve-lès-Avignon le 21 septembre 1939.

## Principales publications
- Histoire de Beauvais et de ses institutions communales jusqu'au commencement du XVe siècle, Paris, Imprimerie nationale, 1892, XXIII-381 p. (lire en ligne)
- L'imprimerie en France au XVe siècle : étude sur sa propagation dans les différentes villes et sur l'influence exercée par les typographes d'origine allemande, Mayence, Philipp von Zabern, 1900, 45 p. (lire en ligne)
- Les Doria de France : Provence, Avignon et Comté Venaissin, Bretagne, Île-de-France et Picardie : études historiques et généalogiques, Paris, Picard et fils, 1899, XVI-360 p., in-8° (BNF 30701321, SUDOC 229083099, lire en ligne).
- Expédition de Jean Ier Grimaldi, seigneur de Monaco, à Constantinople 1437, Monaco, Imprimerie de Monaco, 1904, 20 p. (lire en ligne)
- Histoire et généalogie de la famille des Friches : Île-de-France, Picardie, Normandie, Orléanais, Berry, Paris, A. Picard et fils, 1899, XIV-235 p., in-8° (OCLC 458102618, BNF 30701335, SUDOC 06393602X, présentation en ligne).
- Un diplomate français à la cour de Catherine 2, 1775-1780. Journal intime du chevalier de Corberon, chargé d'affaires de France en Russie, publié d'après le manuscript original, avec une introduction et des notes par L.-H. Labande, Paris, Plon-Nourrit et Cie imprimeurs-éditeurs, 1901, 434 p. (lire en ligne)
- Étude historique et archéologique sur Saint-Trophime d'Arles du IVe au XIIIe siècle, Caen, H. Delesques, coll. « Extrait du Bulletin monumental », 1904, 80 p., 23 × 14 cm (OCLC 26011220, BNF 34109959, SUDOC 014179539, présentation en ligne, lire en ligne).
- La Cathédrale de Vaison : étude historique et archéologique, Caen, H. Delesques, coll. « Extrait du Bulletin monumental », 1905, 71 p., in-8° (OCLC 1027769837, BNF 30701313, SUDOC 13193323X, présentation en ligne, lire en ligne).
- Avignon au XIIIe siècle : l'évêque Zoen Tencarari et les Avignonais, Paris / Marseille, A. Picard et fils / Laffitte (réimpr. 1975) (1re éd. 1908), XXIII-413 p., 25 cm (OCLC 53617094, BNF 34110487, SUDOC 02498163X, présentation en ligne).
- Guide du Congrès d'Avignon en 1909, Caen, Société française d'archéologie, 1909, 207 p. (lire en ligne)
- Jules Laurens : ouvrage illustré d'après les œuvres de l'artiste, Paris, Honoré Champion libraire-éditeur, 1910, XI-365 p. (lire en ligne)
- Correspondance de Joachim de Matignon lieutenant général du roi en Normandie (1516-1548) : publiée à l'occasion du XXVe anniversaire de l'avènement de S. A. S. le prince Albert Ier de Monaco, Monaco, Imprimerie de Monaco, 1914 pages=lxii-215 (lire en ligne)
- Correspondance de Montaigne avec le maréchal de Matignon (1582-1588). Nouvelles lettres inédites, Paris, Édouard Champion, 1916, 15 p. (lire en ligne)
- Avignon au XVe siècle, légation de Charles de Bourbon et du Cardinal Julien de La Rovère (Prix Gobert 1921 de l’Académie des inscriptions et belles-lettres), Paris / Marseille, A. Picard / Laffitte, coll. « Mémoires et documents historiques » (réimpr. 1975) (1re éd. 1920), XXXI-723 p., 24 cm (OCLC 7208022, BNF 30701300, SUDOC 045340684, présentation en ligne).
- Le Palais des papes d'Avignon et les monuments historiques d'Avignon au XIVe siècle (ill. Fernand Detaille), vol. 2, Marseille, F. Detaille, 1925, 179 et 182 p., 33 cm (OCLC 564878, BNF 32331618, SUDOC 015340082, présentation en ligne) [compte-rendu].
- Le Château et la baronnie de Marchais (Marchais, château des ducs de Guise, des princes de Condé, des princes de Monaco), Paris, H. Champion, 1927, IX-247 p., 37 cm (OCLC 19942736, BNF 34122014, SUDOC 02118562X, présentation en ligne).
- Académie des inscriptions et belles-lettres, Notice sur la vie et les travaux de Henry Cochin (1854-1926), membre de l'Académie : lue dans la séance du 22 juin 1928, Paris, Institut de France, 1928, 21 p., 28 cm (OCLC 491986864, BNF 41014891, SUDOC 085482706, présentation en ligne, lire en ligne).
- Les Primitifs français : peintres et peintres-verriers de la Provence occidentale, vol. 2, Marseille, Librairie Tacussel, 1932, XIII-256 p.  et pl.  108, 36 cm (OCLC 3288362, BNF 32331619, SUDOC 01821665X, présentation en ligne) [lire en ligne (Tome 1)] et [lire en ligne (Tome 2)].
- Histoire de la Principauté de Monaco, Monaco / Paris / Marseille / Cressé, Archives du Palais / A. Picard / Laffitte reprints / Éditions des Régionalismes (réimpr. 1957, 1980 et 2015) (1re éd. 1934), VIII-514 p., in-8° (ISBN 978-2-8240-0416-7, OCLC 369164239, BNF 32331612, SUDOC 063936011, présentation en ligne).
- Les Bréa, peintres niçois des XVe et XVIe siècles en Provence et en Ligurie, Nice, Éditions des Amis du Musée Masséna, 1937, 226 p., 29 cm (OCLC 490115362, BNF 40369003, SUDOC 023905050, présentation en ligne).
- « Les Origines de l'imprimerie à Aix-en-Provence », Sonderabzug aus dem Gutemberg-Jahrbuch,‎ 1939, p. 269-282 (lire en ligne)